# Marussia B2
Marussia B2 – rosyjski samochód sportowy produkowany w Moskwie przez firmę Marussia Motors. Od marca 2012 roku produkowana jest na licencji w Finlandii.

## Opis
W kabinie znajduje się miejsce dla kierowcy i pasażera. Charakterystyczną cechą samochodu jest agresywna sylwetka. Niektórzy upodabniają model B2 do czołgu, ponieważ ma niskie okna i masywny wygląd. Silnik powstał przy współpracy z firmą Cosworth. Są dostępne trzy wersje silnikowe: V6 o pojemności 2,8 litra z turbodoładowaniem osiągający moc około 290 KM, V6 o pojemności 3,5 litra i mocy 300 KM oraz V6 o pojemności 3,6 litra, którego moc wynosi 320 KM. Najmocniejsza wersja osiąga od 360 do 420 KM. Rozpędza się ona od 0 do 100 km/h w 3,6 s.

## Dane techniczne (3,5 l V6)

### Silnik i skrzynia biegów
- Silnik: V6
- Pojemność: 3498 cm³
- Moc: 300 KM (220 kW)
- Moment obrotowy: 330 Nm @ 3600 RPM
- Liczba zaworów: 24
- Liczba zaworów na cylinder: 4 DOHC
- Skrzynia biegów: automatyczna/ manualna
- Liczba biegów: 6

### Osiągi
- Przyspieszenie 0-100 km/h: >5 s
- Prędkość maksymalna: 250 km/h ograniczona elektronicznie

## Galeria

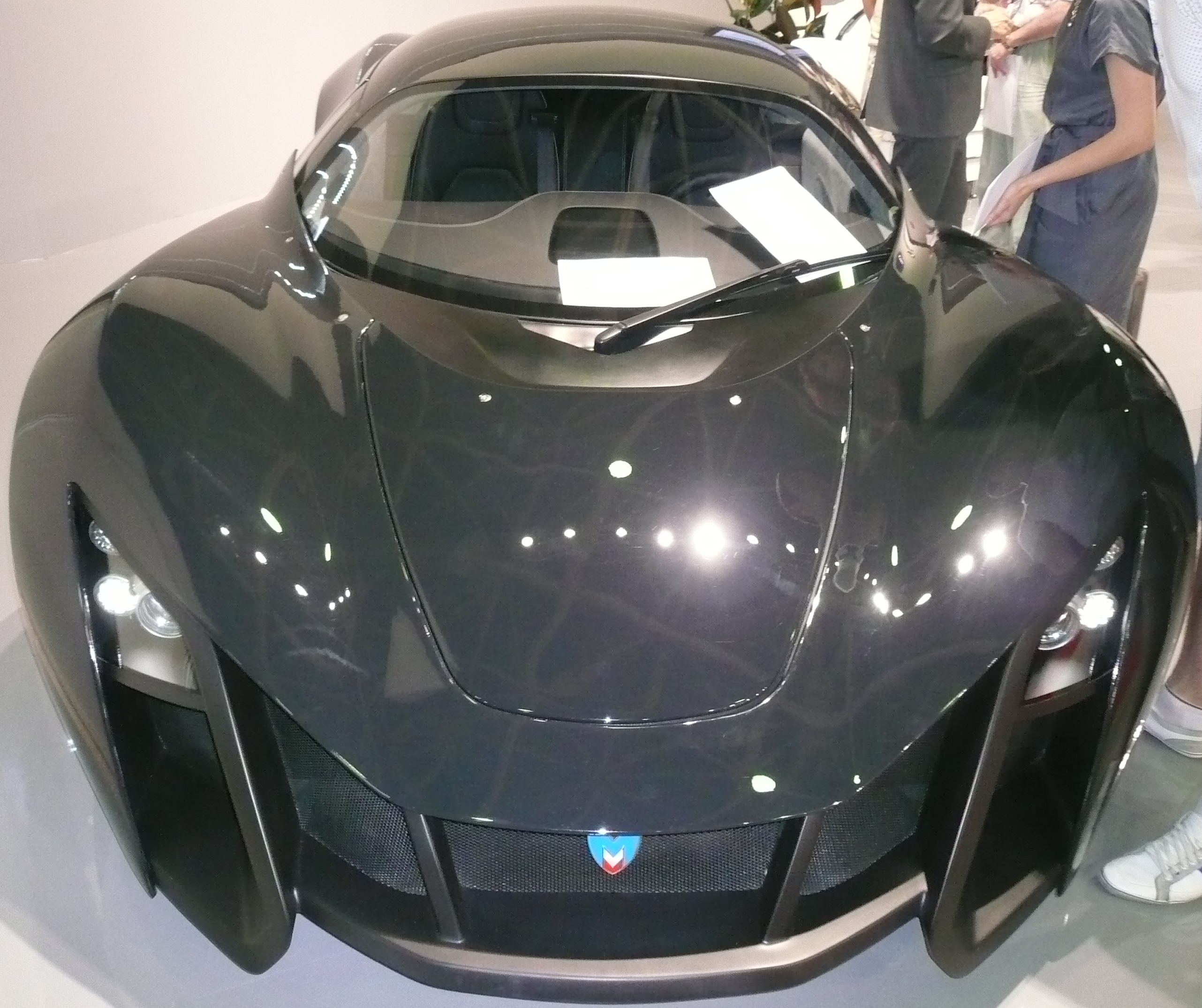
Przód wozu
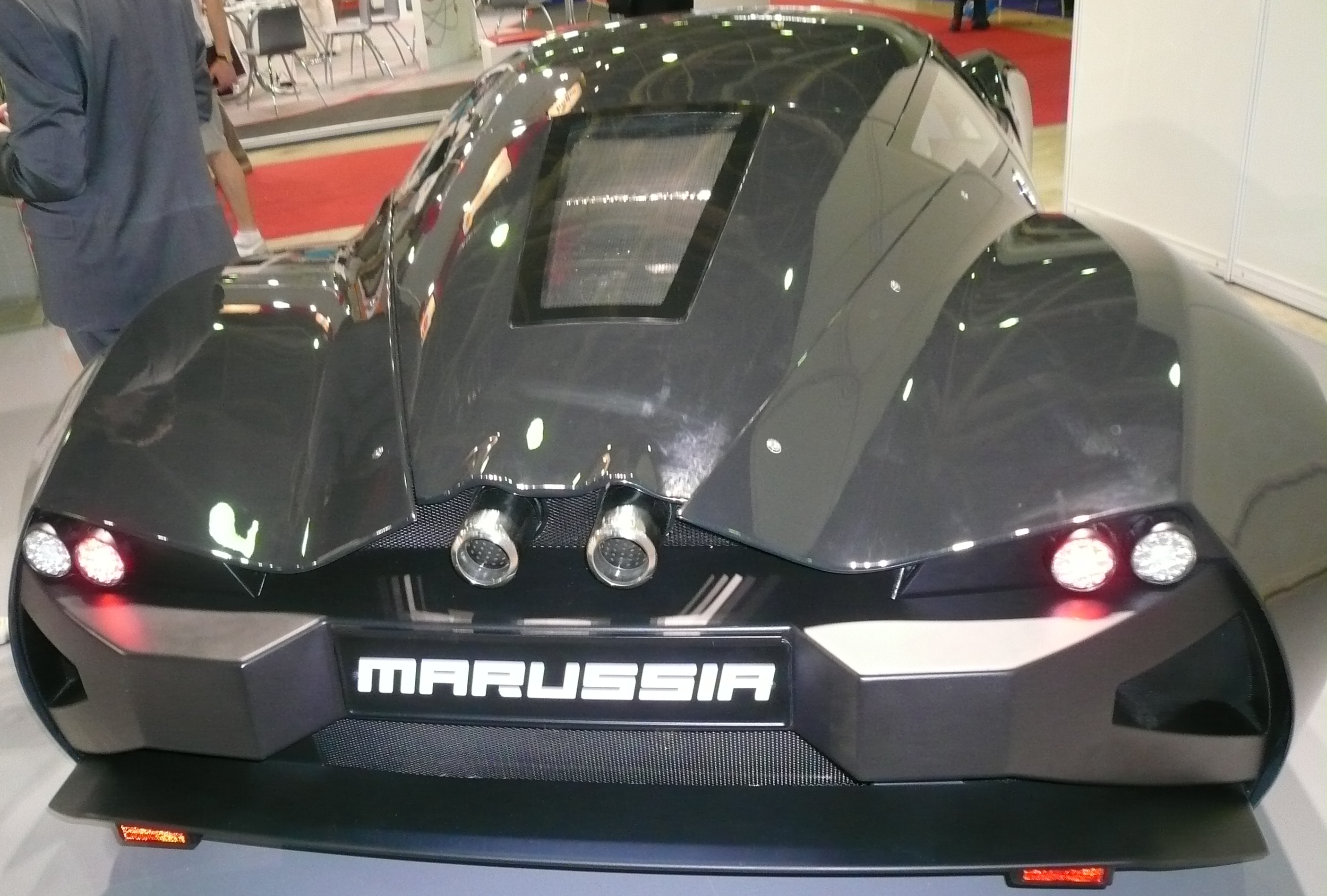
Tył wozu
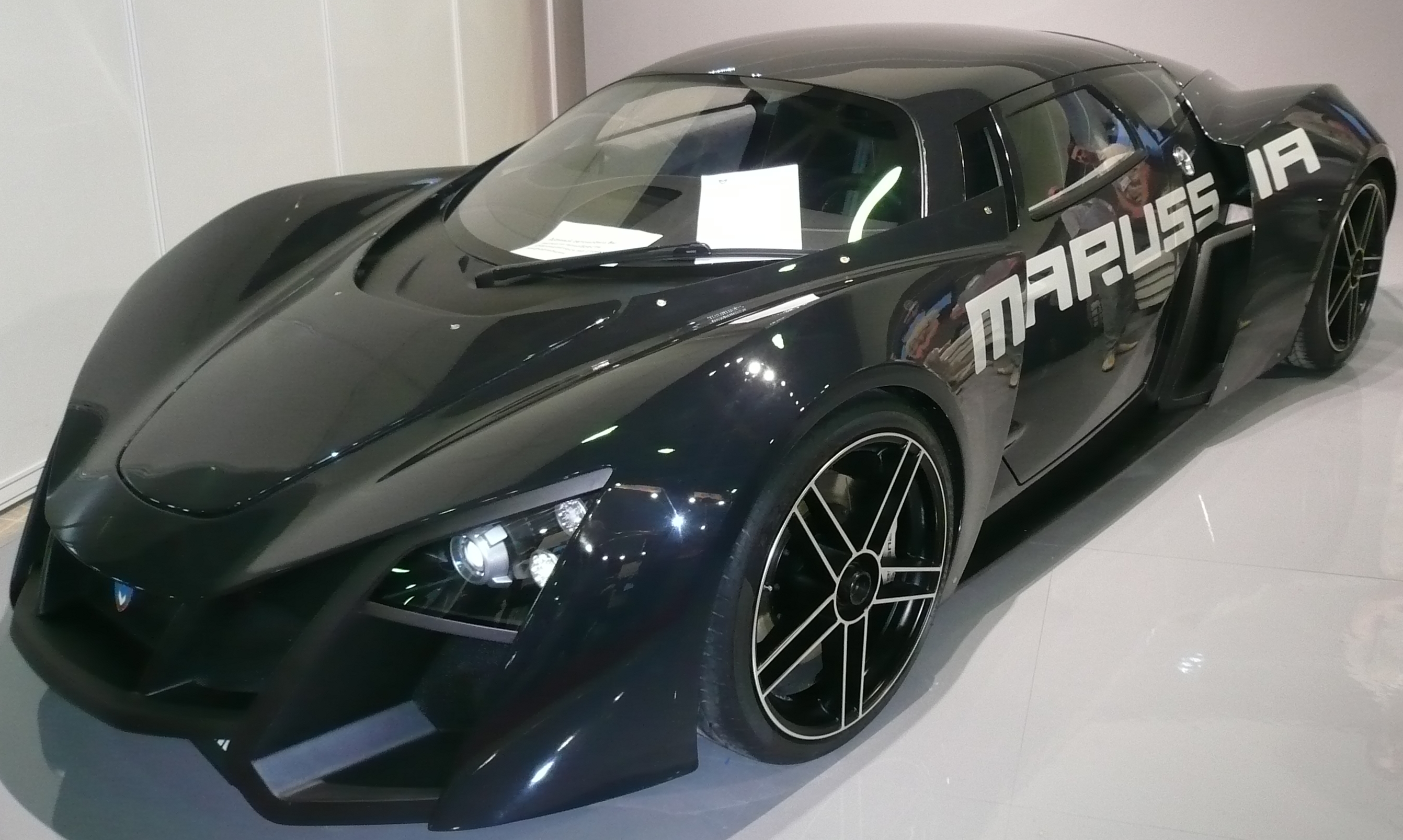
Bok wozu